# Municipio de Atexcal
El municipio de Atexcal (AFI: [ateʃ'kal]) (del náhuatl: atl, texcalli ‘agua, roca’‘agua que mana de las rocas’) es uno de los 217 municipios del estado mexicano de Puebla. Su cabecera es la localidad de Atexcal. Se localiza en el sur de la entidad y forma parte de la región económica VII de Tehuacán.

## Geografía
Atexcal posee una superficie de 395,46 kilómetros cuadrados, que lo colocan como uno de los municipios más extensos del estado de Puebla. Ubicado en el sur de este estado, Atexcal colinda al norte con el municipio de Juan N. Méndez; al este, con Tehuacán; al sur, con Zapotitlán y el estado de Oaxaca; y al poniente con los municipios poblanos de Totolptepec de Guerrero y Coyotepec.
El relieve de Atexcal está compuesto por tres unidades. Por el occidente se levanta el extremo oriental de la Sierra de Acatlán; el centro del municipio forma parte del Valle de Acatlán y el oriente corresponde a la Sierra de Zapotitlán. Las mayores alturas del municipio corresponden a la Sierra de Zapotitlán, donde las cumbres de los cerros Texcal y Gordo superan la altitud de 2500 m s. n. m.
Al poniente, la sierra desciende hacia el Valle de Acatlán, que en esta zona es amplio y llano. Nuevamente en el occidente se encuentran las montañas, esta vez de la Sierra de Acatlán, más bajas que las alturas de la Sierra de Zapotitlán. Entre algunas elevaciones importantes de la Sierra de Acatlán se encuentran el Cerro de la Pila y el Cordón de la Culebra.
El municipio de Atexcal forma parte de la región hidrológica del río Balsas en su mayoría. Solo las vertientes orientales de la sierra de Zapotitlán desaguan en la cuenca del río Papaloapan. El municipio es surcado por corrientes de agua en tiempo de lluvia, el resto del año desaparecen. Estos arroyos descienden casi todos al río Acatlán, que tributa en la cuenca del río Atoyac. Los arroyos de la vertiente oriental desembocan en el río Tehuacán o en el río Zapotitlán, que forman parte de la cuenca alta del Papaloapan.

## Sitio Paleontológico
En 2003 se descubrió un sitio paleontológico con multitud de huellas de varias especies de dinosaurios en Atexcal. A partir de 2018 se encuentra bajo el cuidado del Instituto Nacional de Antropología e Historia.

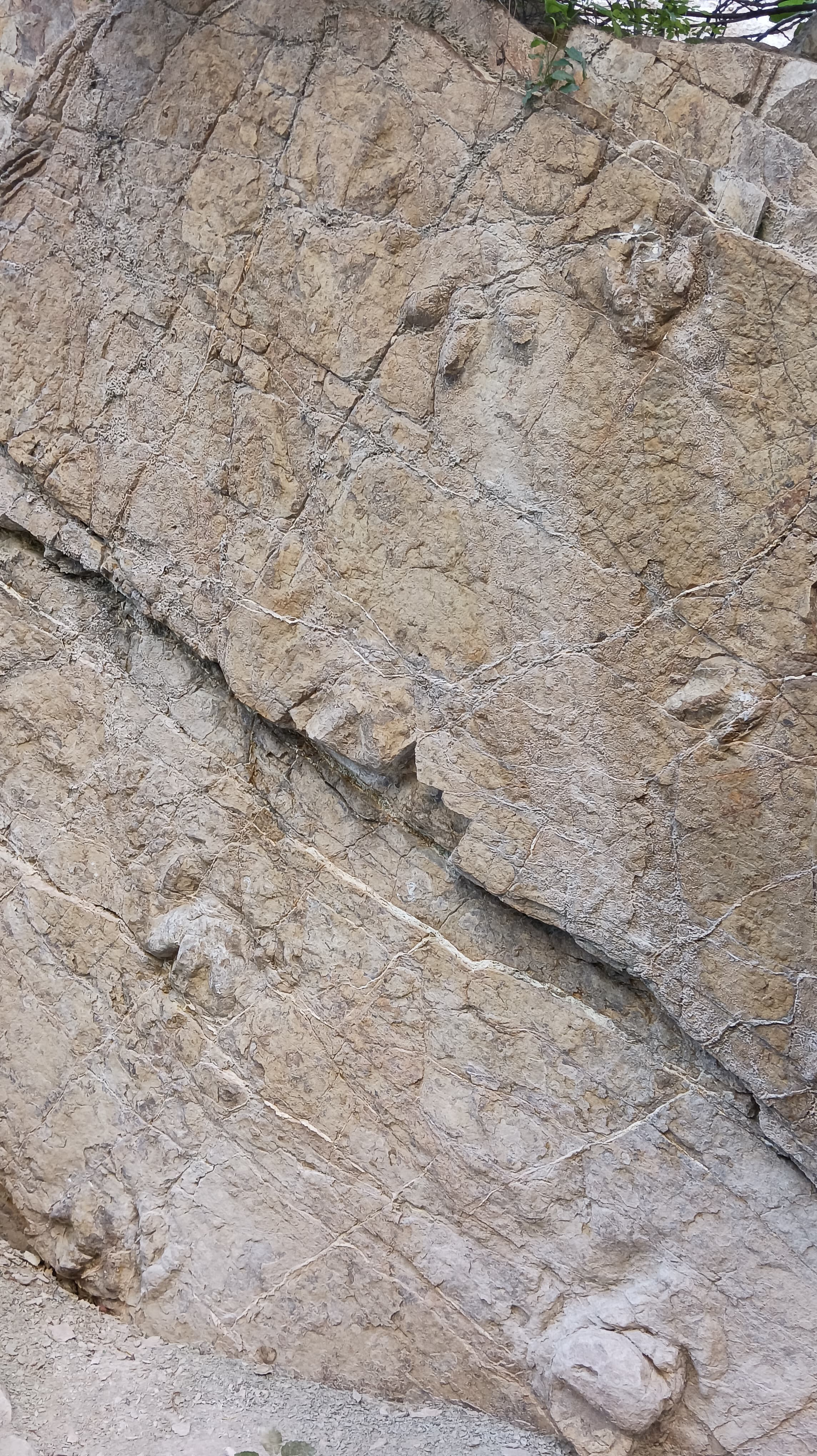
Icnita de dinosaurio en San Martín Atexcal
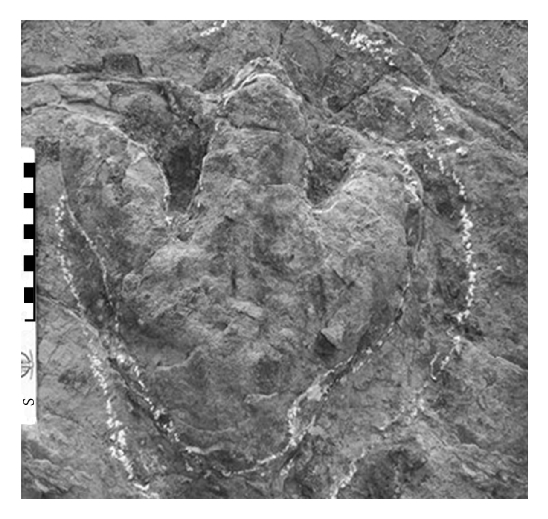
Huella de Iguanodonte en Atexcal